# Al-Khatib al-Baghdadi
Pour les articles homonymes, voir Al-Baghdadi.
Abû Bakr ibn'Alī ibn Aḥmad ibn Thâbit ibn Aḥmad al-Mahdî Shafi'î, communément appelé al-Khatib al-Baghdadi ( en arabe : الخطيب البغدادي   ) ou "le professeur de Bagdad" (10 mai 1002 - 5 septembre 1071 ; 392 AH-463 AH), était un érudit et un historien musulman sunnite.

## Biographie

### Jeunesse
Al-Khatib al-Baghdadi est né le 24 Jumadi 'al-Thani, 392 AH / 10 mai 1002, à Hanikiya, un village au sud de Bagdad. Il était le fils d'un prédicateur et il a commencé à étudier très jeune avec son père et d'autres shaykhs. Au fil du temps, il a étudié d'autres sciences mais son intérêt principal se portait sur le hadith.
Son père est mort alors qu'il avait 20 ans. Il est allé à Bassorah pour rechercher des hadiths. En 1024, il entreprit un deuxième voyage à Nishapur. Il recueillit encore plus de hadiths à Rey, Amol et Ispahan. On ne sait pas combien de temps il a voyagé mais ses propres récits le mentionne à Bagdad en 1028.
Alors qu'il était reconnu comme une autorité en ce qui concerne les hadiths, ce fut sa prédication qui l'a fait plus connaître. Al-Dhahabi, muhaddith et historien a déclaré que les enseignants contemporains et les prédicateurs de la tradition soumettaient généralement ce qu'ils avaient collecté à Al-Baghdadi avant de les utiliser dans leurs conférences ou sermons.

### Hanbalisme
Al-Baghdadī appartenait à l'origine à l'école Hanbali de Fiqh (jurisprudence, loi religieuse), mais a ensuite adopté l'école de jurisprudence Shafi'i. On ne sait pas si son changement d'allégeance a suivi un voyage à Nahrawan en 1038, mais en tout cas, cela a provoqué l'hostilité de certains hanbalites. Malgré la menace, sous la protection du calife Al-Qa'im, al-Baghdadī a donné des conférences sur le ḥadīth dans la mosquée d'Al Manṣūr .

### Damas
La rébellion dirigée par le général turc Basasiri, qui déposa le calife Al-Qa'im en 1059, priva Al-Baghdadi de sa protection à Bagdad. Il partit pour Damas et y passa huit ans comme conférencier à la mosquée des Omeyyades jusqu'à ce qu'une controverse majeure éclata. Selon ses biographes, Yaqut, Sibt ibn al-Jawzi, al-Dhahabi, as-Safadi et Ibn Taghribirdi, elle impliquait la relation d'al-Baghdadi avec un jeune qui, apparemment, avait voyagé avec lui depuis Bagdad. Yaqut raconte que lorsque la nouvelle de la controverse est parvenue au dirigeant de Damas, il a ordonné qu' al-Baghdadi soit tué. Cependant, le chef de la police, un sunnite, réalisant que suivre l'ordre entraînerait une réaction violente contre les chiites, a averti al-Baghdadi de fuir vers la protection de Shari ibn Abi al-Hasan al-'Alawi. Al-Baghdadi a passé environ un an en exil à Sur, au Liban, avant de retourner à Bagdad, où il est mort en septembre 1071. Il a été enterré à côté de Bishr al-Hafi.

## Polémique sur les œuvres d'al-Baghdadi
Les biographes Sibt ibn al-Jawzi, Ibn Kathīr et Ibn Taghribirdi ont écrit que le travail d'al-Baghdadi était issu de celui d'as-Suri qu'il avait étendu. Yāqūt al-Ḥamawī a en a même attribué la paternité à la sœur d'as-Surī et a accusé al-Baghdādī de plagiat, alors qu'Ibn Kathīr n'a fait aucune accusation de plagiat, mais a attribué l'original à l'épouse d'as-Suri. Abu'l-Faraj ibn al-Jawzi l'a accusé de malhonnêteté à l'égard des Ḥadīths.

## Travaux
Ibn Hajar a déclaré que les travaux d'al-Baghdadi ont été influents dans le domaine de la science des hadiths et de la terminologie des hadith : « Rare est le sujet des disciplines de la science du hadith sur lequel il n'a pas écrit de livre ». Il a ensuite cité Abou Bakr ibn Nuqtah, un hanbalite savant, en disant que « Toute personne objective sait que les savants du Hadith qui suivent al-Khatib sont redevables à ses œuvres ». Plus de 80 titres ont été attribués à al-Baghdādī.
Liste d'œuvres sélectionnées
- Ta'rīkh Madīnat al-Salām : ou Ta'rīkh Baghdād wa Dhaīlih wa-l-Mustafād ( تاريخ مدينة السلام (تاريخ بغداد) وذيله والمستفاد ) «L'histoire de Baghdād» ou Madīnat as-Salām («Ville de la paix») et Annexe des savants - 23 volumes[4]
- al-Kifaya fi ma'rifat usul 'ilm al-riwaya : un premier ouvrage traitant de la terminologie Hadith, qu'Ibn Hajar a salué comme influent dans le domaine
- al-Djami 'li-akhlak al-rawi wa-adab al-sami
- Takyid al-'ilm : se demande si la mise par écrit des traditions est interdite
- Sharaf ashab al-hadith : centres autour de l'importance des traditionalistes
- al-Sabik wa 'l-lahik : traiter des narrateurs de hadiths d'un type particulier
- al-Mu'tanif fi takmilat al-Mu'talif wa 'l-mukhtalif : orthographe et prononciation correctes des noms
- al-Muttafik wa 'l-muftarik
- Talkhis al-mutashabih fi 'l-rasm wa-himayat ma ashkala minhu min nawadir al-tashif wa' l-wahm
- al-Asma 'al-mubhama fi' l-anba 'al-muhkama : identification des individus sans nom mentionnés dans les hadiths
- al-Rihla fi talab al-hadith
- Iktida 'al-'ilm al-'amal